# Alejandro Parada
Alejandro Antonio Parada, né le 5 juillet 2004, est un athlète cubain, spécialiste du saut en longueur.

## Biographie
Il se classe deuxième des championnats du monde juniors 2022 derrière le Français Erwan Konaté.
Auteur d'un nouveau record personnel à 8,15 m en mars 2023 à La Havane, il remporte en juillet 2023 la médaille d'or des Jeux d'Amérique centrale et des Caraïbes à San Salvador avec un saut à 7,88 m, avant de décrocher une médaille d'argent lors des Jeux panaméricains, devancé par le Colombien Arnovis Dalmero.

## Palmarès
| Date | Compétition                              | Lieu         | Résultat | Temps  |
| ---- | ---------------------------------------- | ------------ | -------- | ------ |
| 2022 | Championnats du monde juniors            | Cali         | 2e       | 7,91 m |
| 2023 | Jeux d'Amérique centrale et des Caraïbes | San Salvador | 1er      | 7,88 m |
| 2023 | Championnats du monde                    | Budapest     | 10e      | 7,86 m |
| 2023 | Jeux panaméricains                       | Santiago     | 2e       | 8,01 m |

## Records
| Épreuve          | Performance | Lieu      | Date         |
| ---------------- | ----------- | --------- | ------------ |
| Saut en longueur | 8,15 m      | La Havane | 12 mars 2023 |